# Protoptila alexanderi
Protoptila alexanderi là một loài Trichoptera trong họ Glossosomatidae. Chúng phân bố ở vùng Tân nhiệt đới và vùng Tân Bắc giới.